# کم‌دمایی
هر سال در فصل زمستان بسیاری از افراد کهن‌سال بر اثر کم دمایی می‌میرند. کم‌دمایی در هوای سرد که بدن نمی‌تواند خود را گرم نگه دارد و دما به مقدار خطرناکی پایین می‌آید، رخ می‌دهد.
معمولاً دمای بدن انسان در سطح ثابتی (۳۷ درجه سانتی‌گراد) باقی می‌ماند. اگر بدن در سرما قرار گیرد، می‌تواند به طور خودکار خود را گرم کند. رگ‌های نزدیک پوست منقبض (تنگ) می‌شوند تا خون گرم از پوست دور شود و در عمق بدن از سرما محفوظ بماند. ماهیچه‌ها هم باعث لرزیدن ما می‌شوند تا گرمای بیش‌تری تولید شود.
اما در افراد کهن‌سال، این فرایندِ خودکار به خوبی انجام نمی‌شود. مهم‌ترین علتش این است که این افراد گردش خون خوبی ندارند. بنابراین باید جهت گرم نگهداشتن خود، به گرمای محیط متکی باشند. کافی است دمای بدن‌شان ۲ درجه سانتی‌گراد پایین بیاید تا صحبت کردن‌شان کُند شود و خواب‌آلود شوند. اگر دما کم‌تر شود، بیهوش می‌شوند و ممکن است بمیرند.
البته جراحان در بعضی جراحی‌ها بیمار را در معرض کم‌دمایی قرار می‌دهند. آنان این کار را می‌کنند تا فعالیت اعضای بدن کند شود و نیازشان به اکسیژن کاهش یابد.

## راه جلوگیری
باید با دادن نوشیدنی گرم و انداختن پتو یا شال‌گردن به تدریج شخص را گرم کرد. از کیسه آب گرم یا پتو برقی، نباید استفاده کرد چون گرمای ناگهانی خطرناک است.

## منبع
دانشنامه کودکان و نوجوانان اکسفورد، چاپ ششم. تهران،: نشر نی، ۱۳۸۸. شابک ‎۹۶۴−۳۱۲−۳۱۲-X (ج.۲)